# Günter Zapf

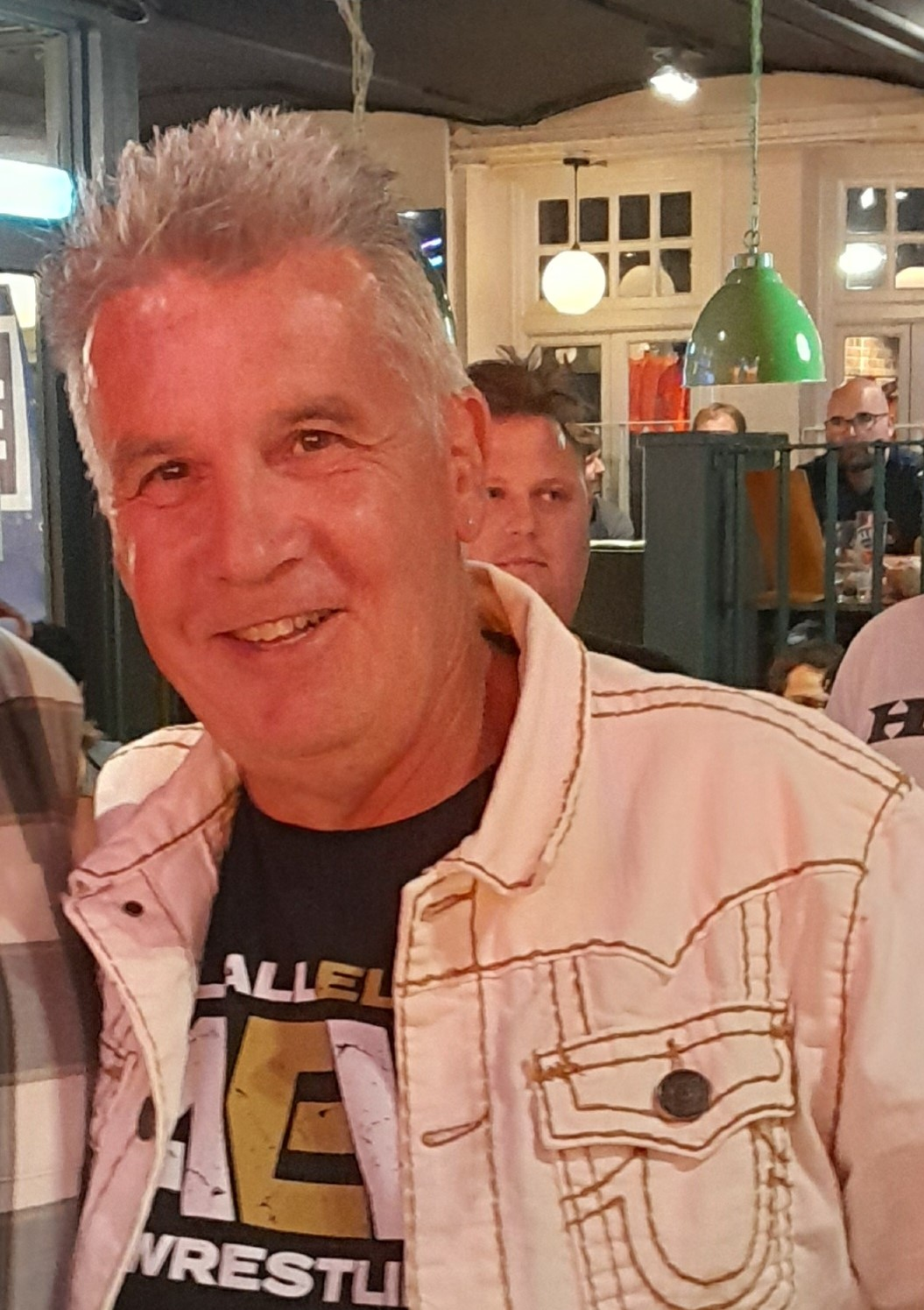
Günter Zapf (2023)

Günter Zapf (* 6. Oktober 1957 in München; † 24. Juni 2024) war ein deutscher Fernsehmoderator, Footballspieler und -funktionär.

## Karriere
Zapf wollte als Kind Fußballprofi werden. Mit fortschreitendem Alter verwarf er diesen Wunsch, auch weil sein Interesse am American Football sich seit seiner Jugendzeit verstärkte. Bei den Munich Cowboys spielte er auf der Position des Cornerbacks zehn Jahre lang in der German Football League. Später war er von 2000 bis 2004 Präsident seines ehemaligen Vereins. Von Mai bis September 2002 war Zapf Stellvertretender Aufsichtsratsvorsitzender der German Football Fernsehen Produktions- und Vertriebsgenossenschaft e. G.
Von 1993 bis 2013 kommentierte er mit kurzer Unterbrechung Wrestling-Matches der WWE und bildete mit Carsten Schaefer jahrelang ein Moderatoren-Duo auf den Sendern RTL II, tm3, Sky, Tele 5 und Sport1, früher Deutsches Sportfernsehen (DSF). 2008 hatten die beiden in 1 1/2 Ritter – Auf der Suche nach der hinreißenden Herzelinde einen Cameo-Auftritt als Kommentatoren eines Turniers. Im März 2013 beendete Zapf sein Engagement als Kommentator für die WWE, um sich neuen Projekten zu widmen. Dazu gehörte unter anderem der Start eines eigenen Internetblogs, wo er zum Beispiel über WrestleMania berichtete und Interviews mit Wrestlern wie Murat Bosporus veröffentlichte.
2014 war Zapf als Gastsprecher im Hörspiel MIG2 – Men in Red zu hören.
Vor 2016 kommentierte Zapf für Premiere und DAZN Spiele der National Football League (NFL) und der Major League Baseball (MLB). Für Sport1 US berichtete er bis zur Saison 2015 über die NFL sowie auf Sky gelegentlich über Golfturniere. Außerdem kommentierte er Lucha Underground, AEW Dynamite auf DMAX, NCAA Football sowie die XFL auf Sport1.
Günter Zapf starb am 24. Juni 2024 nach schwerer Krankheit im Alter von 66 Jahren.